# Captain Jinks' Nephew's Wife
Captain Jinks' Nephew's Wife è un cortometraggio muto del 1917 diretto da Lawrence Semon (Larry Semon); sceneggiato dallo stesso Semon e dal suo collaboratore abituale, C. Graham Baker, il film ha come interprete principale Frank Daniels nei panni di capitan Jinks.
Non si hanno altri dati sicuri sul film.

## Produzione
Il film fu prodotto dalla Vitagraph Company of America.

## Distribuzione
Il film fu distribuito dalla Greater Vitagraph (V-L-S-E).